# Hôpital Saint-Charles (Commercy)
L’hôpital Saint-Charles est un édifice situé dans la ville de Commercy, dans la Meuse en région Grand Est.

## Situation
Il se situe dans la sous-préfecture de la Meuse, à Commercy, à 1 rue Henri-Garnier.

## Histoire
La première mention d'une maison-Dieu à Commercy date de 1403. Les bâtiments actuels ont été construits en deux étapes, d'abord entre 1716 et 1720 pour le bâtiment principal avec le concours de l'architecte du château Dom Léopold Durand et entre 1739 et 1740 pour l’achèvement de l'église sous la direction de l’architecte Letixerant. Un bâtiment à gauche de la chapelle est construit en 1816, d'importantes extensions ont été effectuées au milieu du XIXe siècle à nos jours.
Les bâtiments du XVIIIe siècle formant un plan en T sont inscrits au titre des monuments historiques par arrêté du 28 septembre 1998.

## Description
La chapelle comporte un vaisseau unique flanqué de galeries à deux niveaux d'arcades, le corps perpendiculaire abrite les communs, la pharmacie et les salles communes.

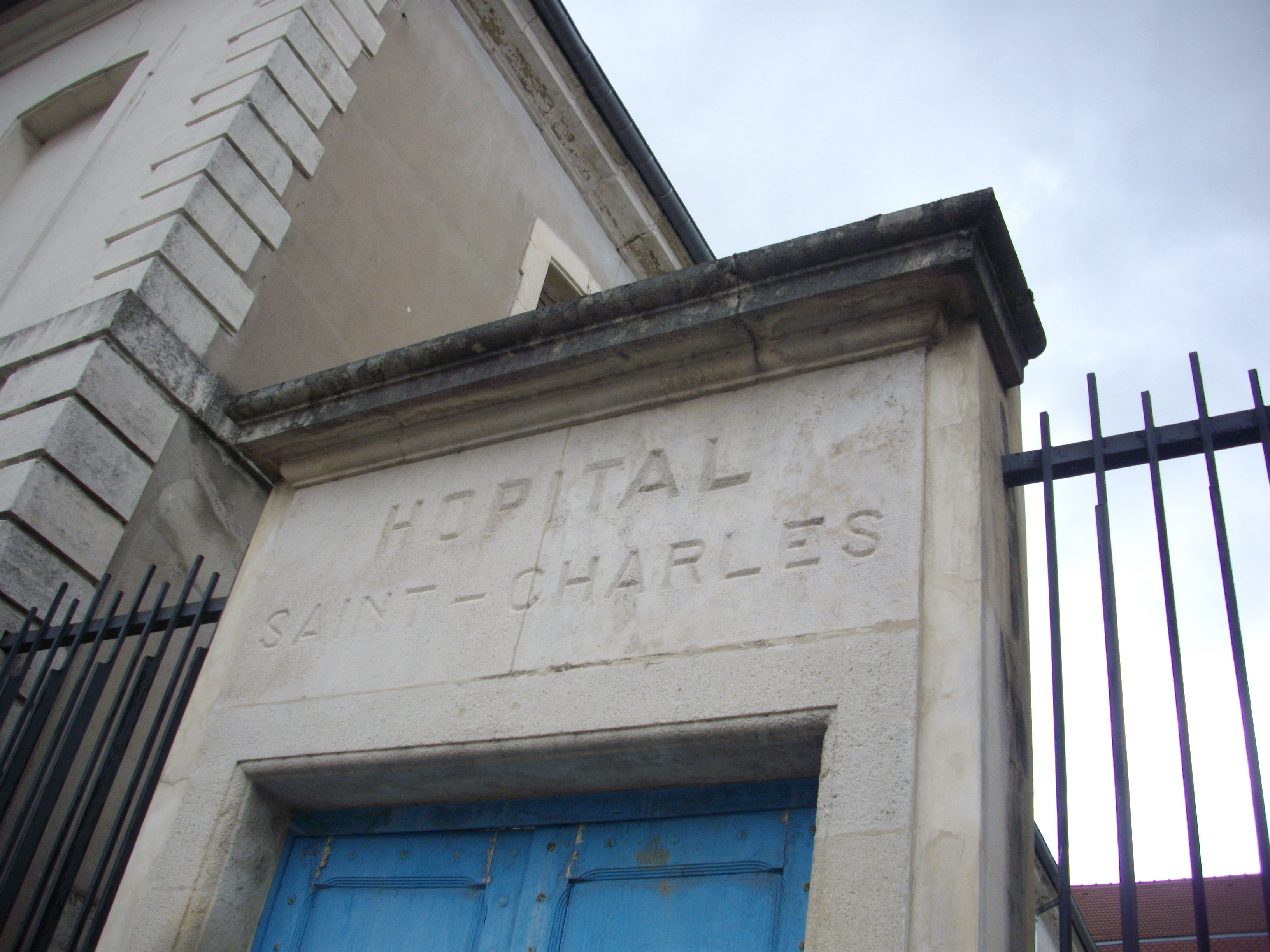
Hôpital.
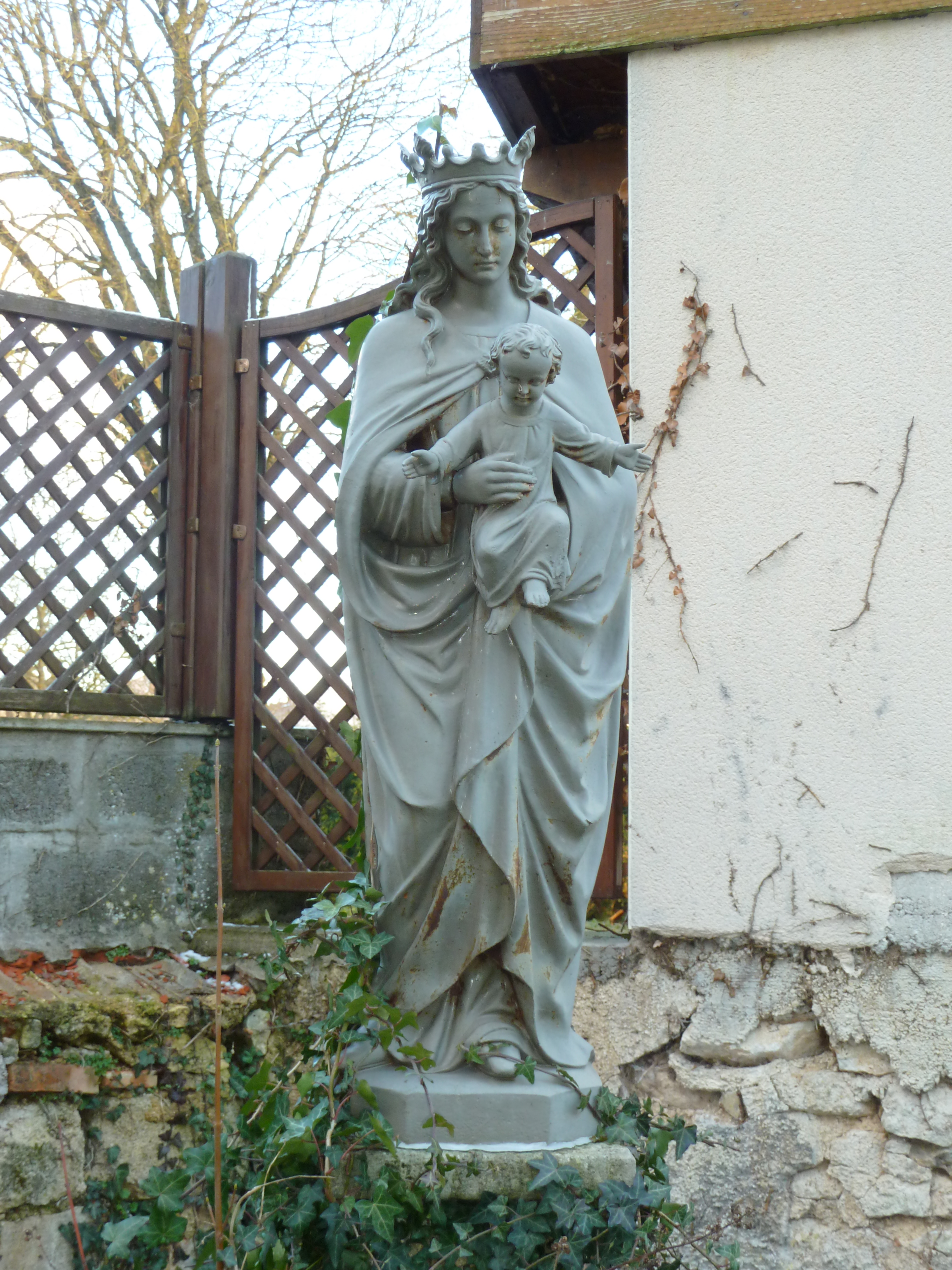
Vierge.
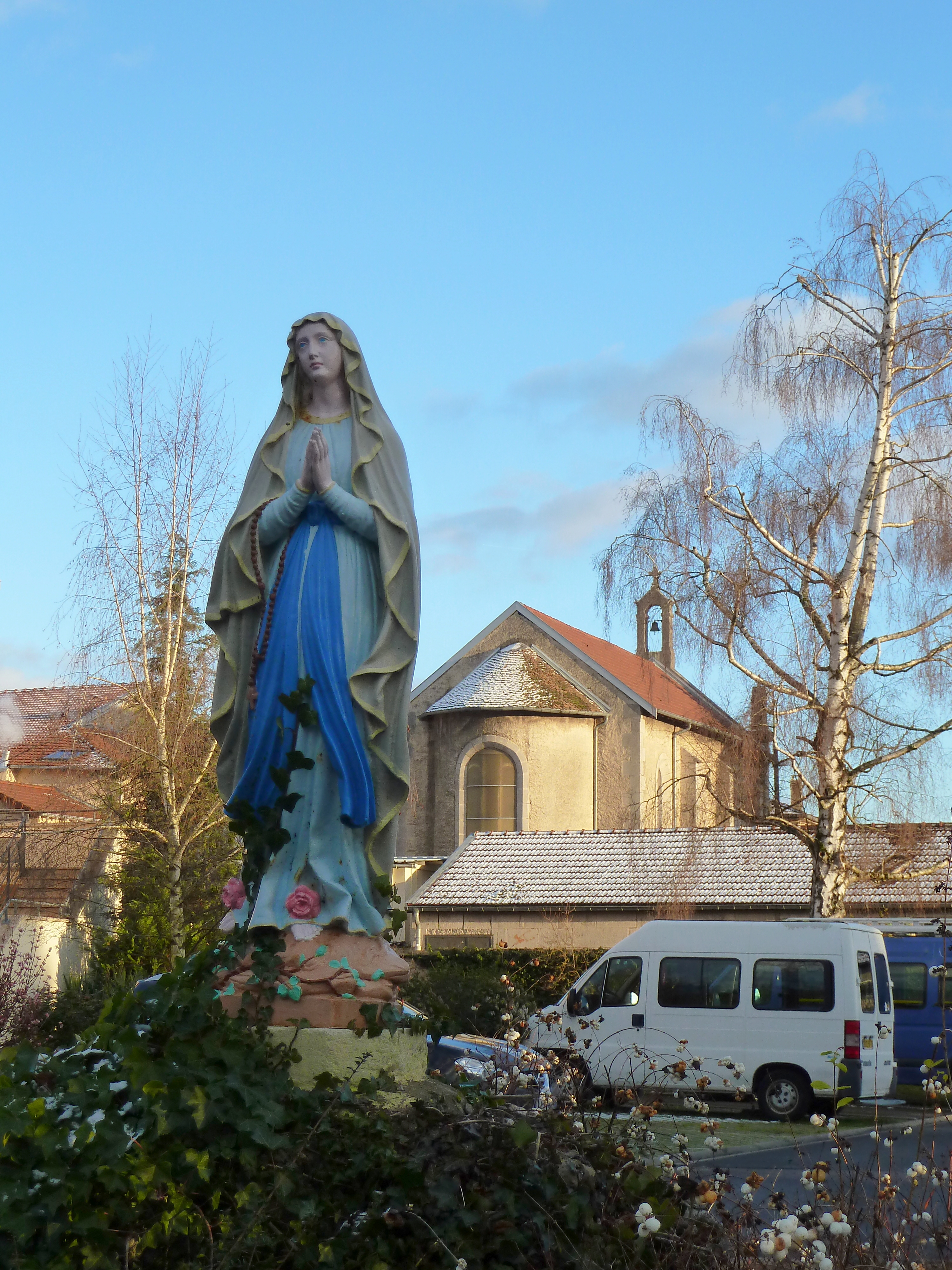
Vierge de Lourdes.
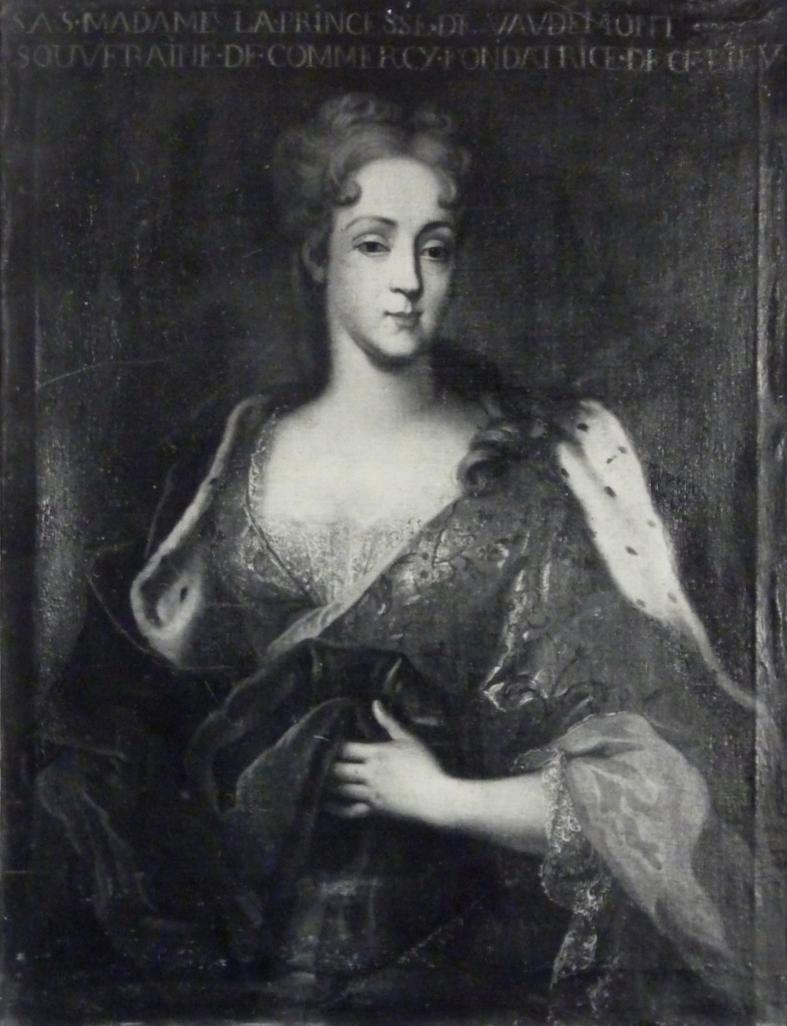
Tableau d'Anne-Élisabeth de Lorraine.
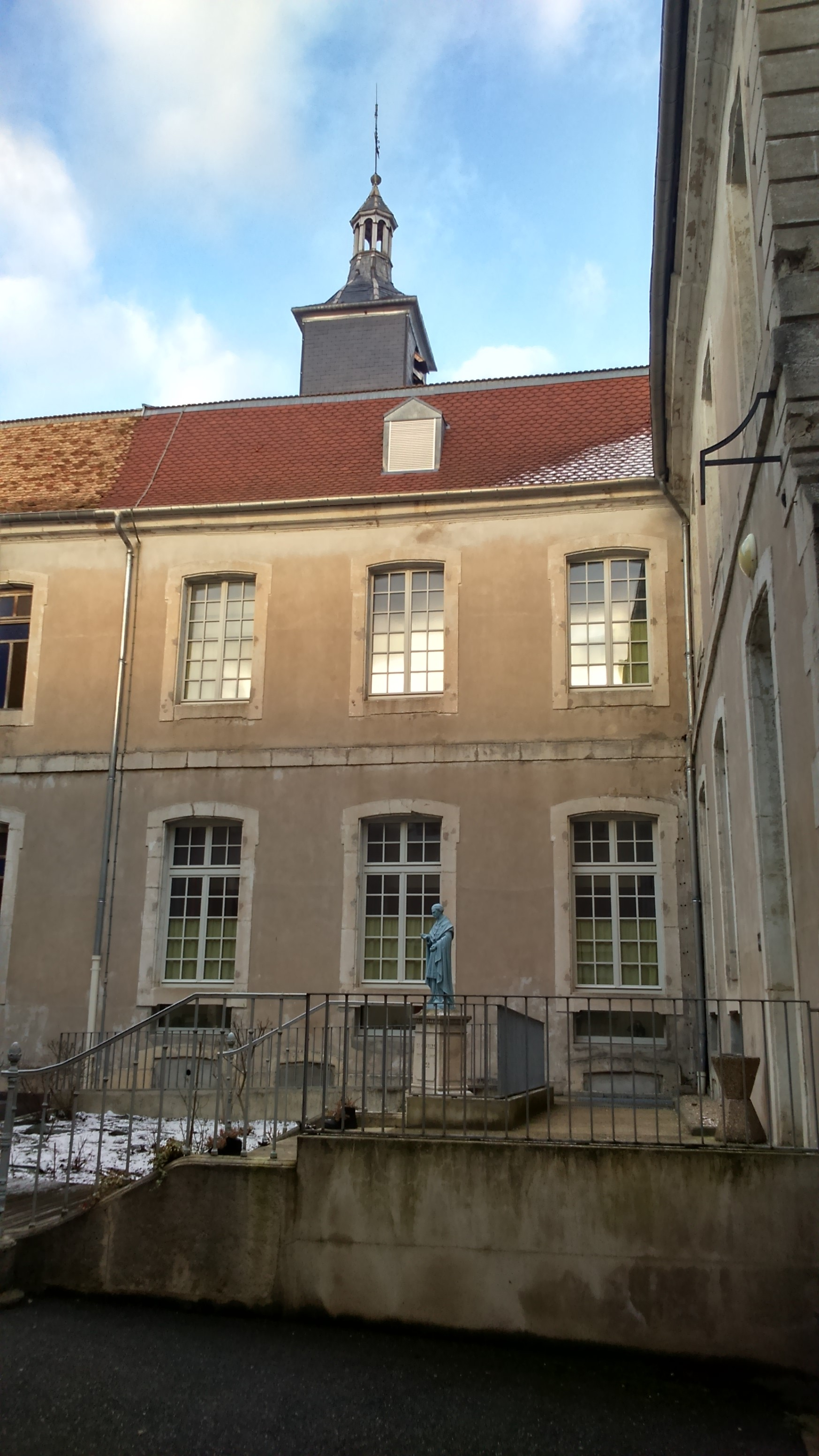
Chapelle.

Le canon d'autel est en papier imprimé, orné de scènes religieuses, et dispose d'un cadre en bois sculpté et doré.
La cloche en bronze dont le joug est en bois a un battant et ferrures de fixation en fer forgé, d'une barre d'appel en bois. Cette cloche forme la note do dièse.